# Зов Ктулуа
„Зов Ктулуа” (енгл. The Call of Cthulhu) је приповетка америчког писца Хауарда Филипса Лавкрафта, написана на лето 1926. и објављивана у фебруару 1928. у часопису Weird Tales.

## Радња
Прича се састоји од три међусобно повезана дела и представљена је у виду белешки које припадају Френсису Терстону, човеку из Бостона који истражује древно божанство Ктулуа.
Први део, „Ужас у глини”, тиче се мистериозног глиненог барељефа који приказује Ктулуа. Терстон проналази барељеф међу стварима свог пра-ујака, професора Ејнџела. Барељеф је направио вајар Хенри Вилкокс у марту 1925. док је био у полусну. У то време Вилкокса су прогањале необјашњиве визије киклопских градова. Ејнџел је такође открио извештаје о локалном становништву − првенствено уметницима, вајарима, архитектама и другима осетљиве психе − који су током тог периода доживљавали сличне ноћне море. Следећег јутра, Вилкокс је био задивљен својом креацијом и однео ју је Ејнџелу, који је приметио да барељеф подсећа на фигуру коју је полиција запленила од чланова религијске секте у Њу Орлеансу 1907. године.
У другом поглављу, „Прича инспектора Леграса”, полицајац Џон Леграс извештава на симпозијуму археолошког друштва о свом учешћу у рацији на секту обожаваоца Ктулуа, где је фигура заплењена. Активности секте су описане као изопачене и богохулне. Локални становници су се плашили оргија секте и тврдили су да су се на тим оргијама приносиле људске жртве. Тим полицајаца предвођен Леграсом стигао је на лице места у потрази за неколико несталих сквотера. Полиција је привела неколико секташа, али испитивање није дало резултате, јер су деградирани и луди чланови секте тврдоглаво бранили истину свог култа. Један секташ, Стари Кастро, објавио је да ће Ктулуово време доћи када звезде заузму одређени положај. Испоставило се да је фразу коју је скандирала секта раније користило племе Ескима, како је открио један од учесника симпозијума.
У трећем поглављу, „Лудило са мора”, Терстон наставља своју истрагу. Сазнаје за норвешког морнара Густафа Јохансена, јединог преживелог из његове посаде, и проналази рукописе који документују његово последње путовање на шкуни Ема. Током олује, Ема је скренула са курса и наишла на пиратски брод Узбуна. Иако је посада савладала пирате, били су приморани да напусте оштећену Ему и пребаце се на Узбуну. Јохансен је преузео команду након окршаја, пошто су капетан и први помоћник погинули. На Узбуни, морнари су открили фигуру Ктулуа, која их је ужаснула и згрозила. Посада је наставила свој курс и искрцала се на неистраженом острвском граду Р'лијех. Иако су били преплашени, наставили су да истражују из радозналости. Геометрија острва је била необична, а није се могло ни тачно рећи да ли су копно и море хоризонтални.
Морнари су се приближили огромним вратима, која су почела да се чине не баш окомито. Када су их случајно отворили, Ктулу је изронио, пробудивши се из сна. Двојица од осморице морнара умрла су на лицу места од страха. Ктулу је шапом однео још тројицу. Док су остала тројица бежала, један од њих је ударио у угао зграде и чинило се да га је прогутала. Преостала двојица су успела да дођу до брода, али је један од морнара изгубио разум од ужаса кроз који је прошао и преминуо неколико дана касније. Једини који је побегао жив и ментално стабилан, Јохансен, покренуо је брод, али је схватио да нема довољно времена да повећа брзину. Окренуо је брод и пуном брзином ударио у Ктулуа. Док је Ктулу почео да се опоравља, брод је већ отпловио на безбедну удаљеност. Неколико дана касније, Р'лијех је поново потонуо у океан, а ноћне море које су мучиле човечанство су престале.
Терстон, након што је сазнао да је Јохансен умро под непознатим околностима, спекулише да је Ејнџел страдао од руке Ктулу култа. Затим се плаши да је постао нова мета култа, пошто је сазнао превише, и покушава да одврати мисли од следећег доласка Ктулуа.

## Инспирација
Прва идеја за прво поглавље приче, „Ужас у глини”, потекла је из једног од Лавкрафтових снова које је уснио 1919, које је укратко описао у два различита писма послата свом пријатељу Рајнхарту Клајнеру 21. маја и 14. децембра 1920. године. У сну, Лавкрафт посећује музеј антике у Провиденсу, покушавајући да убеди старог кустоса да купи необичан барељеф који је сам Лавкрафт направио. Кустос му се у почетку подсмева јер је покушао да прода нешто недавно направљено музеју античких предмета. Лавкрафт одговара кустосу:
Зашто кажете да је ова ствар нова? Снови људи старији су од суморног Египта или контемплативне Сфинге, или вртовима опасаног Вавилона, а ово је створено у мојим сновима.
Ово се може упоредити са оним што лик Хенрија Ентонија Вилкокса говори пра-ујаку главног лика док му показује свој извајани барељеф са хијероглифима:
Нов је, заиста, јер сам га синоћ направио у сну о чудним градовима; а снови су старији од древног Тира или контемплативне Сфинге, или вртом опасаног Вавилона.
Лавкрафт је потом ово искористио за кратак синопсис нове приче у својој бележници прво у августу 1925, која се органски развила из идеје о томе шта је барељеф у сну заправо могао да приказује. У фусноти описа свог сна, Лавкрафт је затим завршио предлогом „Додај добар развој и опиши природу барељефа”.
Проучавалац Ктулу митова Роберт М. Прајс тврди да је неправилан сонет „Кракен”, који је 1830. године објавио Алфред Тенисон, био главна инспирација, будући да оба дела помињу огромно морско створење које је кроз вечност спавало на океанском дну и било предодређено да изађе из сна у доба апокалипсе.
С. Т. Џоши и Дејвид Е. Шулц су цитирали друге књижевне инспирације: „Хорлу” Гија де Мопасана, коју је Лавкрафт описао у „Натприродном хорору у књижевности” као о „невидљивом бићу које... утиче на умове других, и чини се да је претходница хорде ванземаљских организама која је стигла на Земљу да покори и савлада човечанство”; и „Роман о црном печату” Артура Мејкена, који користи исти метод комбиновања неповезаног знања (укључујући насумични исечак из новина) да би открио опстанак ужасног древног бића.
Такође се претпоставља да је инспирацију добио из Приче о Атлантиди и Изгубљене Лемурије Вилијама Скота-Елиота, које је Лавкрафт прочитао 1926, непосредно пре него што је почео да ради на овој причи.
Прајс такође напомиње да се Лавкрафт дивио делима лорда Дансенија, који је написао књигу Богови Пегане, која приказује бога који се стално успављује да би избегао последице свог поновног буђења. Још једно Дансенијево дело које је Прајс цитирао је Продавница у Улици Го-бај, где се наводе „небеса богова који спавају”, и „несрећни су они који чују неког старог бога како говори док спава још дубоко у сну”.
„Благи земљотрес” који се спомиње у причи је вероватно земљотрес Шарлевуа–Камураска из 1925. године.
С. Т. Џоши је такође цитирао новелу The Moon Pool Абрахама Мерита о којој је Лавкрафт „често усхићено говорио”. Џоши каже да „Меритово помињање 'месечевих врата' која, када се нагну, воде ликове у ниже подручје чуда и ужаса, делује слично огромним вратима чије су ненамерно отварање од стране морнара узроковало да Ктулу изађе из Р'лијеха”.
Едвард Гимонт је тврдио да је Рат светова Х. Џ. Велса утицао на „Зов Ктулуа”, наводећи тематске сличности древних, моћних, али равнодушних ванземаљаца повезаних са божанствима; физичке сличности између Ктулуа и Марсоваца; и детаљ радње о броду који се забија у ванземаљца у привремено успешном, али на крају узалудном гесту.

## Књижевни значај и критике
Лавкрафт је ову приповетку сматрао „поприлично осредњом — није била најгора, али пуна је јефтиних и незграпних делова”. Уредник Weird Tales-а Фарнсворт Рајт првобитно је одбио причу, а прихватио ју је тек након што је писац Доналд Вандреј, Лавкрафтов пријатељ, лагао да Лавкрафт размишља да је пошаље другом часопису.
Објављену причу Роберт Е. Хауард (творац Конана) оценио је као „ремек дело, за које сам сигуран да ће заживети као једно од највиших књижевних достигнућа... Господин Лавкрафт заузима јединствену позицију у књижевном свету; он је захватио светове изван нашег бедног знања”. Лавкрафтов проучавалац Питер Кенон сматрао је причу „амбициозном и сложеном... густом и суптилном нарацијом у којој хорор постепено достиже космичке размере”, додајући „једна је од [Лавкрафтових] најмрачнијих фиктивних израза човековог безначајног места у универзум”.
Француски романописац Мишел Уелбек, у својој књизи Х. Ф. Лавкрафт: Против света, против живота, описао је причу као први од Лавкрафтових „сјајних текстова”.
Канадски математичар Бенџамин К. Типет приметио је да се појаве описане у Јохансеновом дневнику могу протумачити као „уочљиве последице локализованог мехура просторно-временске закривљености”, и предложио је одговарајући математички модел.
Е. Ф. Блајлер је назвао приповетку „фрагментираним есејом са наративним инклузијама”.
Прича, објављена више од деценију пред Други светски рат, интересантна је због употребе речи „холокауст” као метафоре за глобални масакр.